# موریسویل (تگزاس)
موریسویل (به انگلیسی: Mauriceville) یک منطقهٔ مسکونی در ایالات متحده آمریکا است که در شهرستان نیوتون، تگزاس واقع شده‌است. موریسویل ۲۲٫۰ کیلومتر مربع مساحت و ۳٬۲۵۲ نفر جمعیت دارد و ۸ متر بالاتر از سطح دریا واقع شده‌است.